# الروميات
الروميات هي قصائد كتبها ونظمها الشاعر أبو فراس الحمداني في سجن الروم في خرشنة عندما أسره الروم.

## أصل تسميتها
كانت المواجهات والحروب كثيرة بين الحمدانيين والروم في أيام أبي فراس، وفي إحدى المعارك خانه الحظ يوماً فوقع أسيراً سنة (347 هـ - 959 م) في مكانٍ يُعرف باسم مغارة الكحل. فحمله الروم إلى منطقة تسمى خَرْشَنة على الفرات، وكان فيها للروم حصنٌ منيع، ولم يمكث في الأسر طويلاً، واختُلف في كيفية نجاته، فمنهم من قال إن سيف الدولة افتداه ومنهم من قال إنه استطاع الهرب، فابن خلكان يروي أن الشاعر ركب جواده وأهوى به من أعلى الحصن إلى الفرات، والأرجح أنه أمضى في الأسر ثلاث سنوات.
انتصر الحمدانيين أكثر من مرة في معارك كرٍ وفرٍ، وبعد توقف لفترة من الزمن عاد القتال بينهم (بين الحمدانين وبين الروم) الذين أعدوا جيشاً كبيراً وحاصروا أبا فراس في منبج وبعد مواجهات وجولات كر وفر سقطت قلعته سنة (350 هـ 962 م) ووقع أسيراً وحُمل إلى القسطنطينية حيث أقام نحواً من أربع سنوات، وقد وجه الشاعر جملة رسائل إلى ابن عمه في حلب، فيها يتذمر من طول الأسر وقسوته، ويلومه على المماطلة في افتدائه.
ويبدو أن إمارة حلب كانت في تلك الحقبة تمر بمرحلةٍ صعبة لفترة مؤقتة فقد قويت شوكة الروم وتقدم جيشهم الضخم بقيادة نقفور فاكتسح الإمارة واقتحم عاصمتها حلب، فتراجع سيف الدولة إلى ميّافارقين، واعاد سيف الدولة قوته ترتيب وتجهيز وهاجم الروم في سنة 354 هـ (966م) وهزمهم وانتصر عليهم واستعاد إمارته وملكه في حلب، واسر اعدادا يسيرة من الروم وأسرع إلى افتداء أسراه ومنهم ابن عمه أبو فراس الحمداني بعد انتصاره على الروم، ولم يكن أبو فراس ٍ يتبلغ أخبار ابن عمه، فكان يتذمر من نسيانه له، ويشكو الدهر ويرسل القصائد المليئة بمشاعر الألم والحنين إلى الوطن، فتتلقاها أمه باللوعة حتى توفيت قبل عودة وحيدها.